# Pestizidresistenz
Pestizidresistenz beschreibt die abnehmende Wirksamkeit eines vormals wirksamen Pestizids auf Schädlinge bzw. die wachsende Resistenz des Schädlings gegenüber Pestiziden.
Auch der wirtschaftlich erwünschte Fall, die Anzüchtung einer Resistenz von Kulturpflanzen oder Nutztieren gegenüber breitflächig eingesetzten Pestiziden ist unter Pestizidresistenz zu zählen, wie z. B. bei der herbizidresistenten Sojabohne. Die Entwicklung solcher Sorten und Arten ist ein Forschungsthema der sogenannten grünen Gentechnik.

## Ursachen
Pestizidresistenz entsteht durch zu häufige und einseitige Nutzung von Bekämpfungsmaßnahmen gegen Schädlinge. Sie entsteht in der Regel durch natürliche Selektion: Die resistentesten Individuen einer Schädlingspopulation haben den größten Fortpflanzungserfolg und geben ihre Resistenzgene an die Nachkommen weiter. Dieses Phänomen ist homolog der Entwicklung von Antibiotikaresistenzen bei krankheitserregenden Bakterien. Verschärfend kommt hinzu, dass bei Herbiziden und Insektiziden nur wenige verschiedene Wirkstoffklassen auf dem Markt sind, sodass ein Wechsel bei Resistenz oft nicht möglich ist. Nicht nur durch chemische Methoden kann eine Resistenzbildung verursacht werden, auch durch mechanische oder andere Bekämpfungsmethoden wie Fruchtfolge. Beispielsweise kann in den USA der Maiswurzelbohrer nicht mehr durch ein Fruchtwechsel von Mais und Soja bekämpft werden, da sich Varianten durchgesetzt haben, welche in Nachbarflächen ihre Eier ablegen.

## Herbizidresistenz
Es gibt zwei Arten von Herbizidresistenz, die Wirkortresistenz, auch Target Site genannt, und die metabolische Resistenz. Bei der Wirkortresistenz gelangt der Wirkstoff noch zum Zielort, kann dort aber nicht mit dem Zielprotein, zum Beispiel ein wichtiges Enzym, interagieren, da sich dieses strukturell verändert hat. Im Gegensatz dazu gelangt der Wirkstoff bei der metabolischen Resistenz nicht mehr zum Zielort, zum Beispiel durch schnelleren Abbau oder verminderte Aufnahme des Pestizids. In den 70er-Jahren wurden erstmals Herbizidresistenzen gegen Triazine bekannt. Auch gegen viele weitere seitdem eingeführte Wirkstoffe wie Photosystem-II-Hemmer oder gentechnisch veränderte, glyphosatresistente Pflanzen wurden mittlerweile Resistenzen gebildet. Heute (Stand November 2021) sind über 500 Fälle von Herbizidresistenz bekannt, bei 266 verschiedenen Arten und gegenüber 164 verschiedenen Pestiziden.

## Insektizidresistenz
Auch bei der Insektizidresistenz gibt es die zwei verschiedenen Resistenzarten Wirkortresistenz, welche zum Beispiel beim Rapserdfloh auftritt, und metabolische Resistenz, wie zum Beispiel beim Rapsglanzkäfer. Besonders betroffen ist hier die Wirkstoffgruppe der Pyrethroide, eines der wichtigsten Insektizide gegen viele Schädlinge. Der Rapsglanzkäfer ist in Deutschland mittlerweile fast vollständig gegen Wirkstoffe aus dieser Gruppe resistent. Auch beim Kartoffelkäfer existiert eine Resistenz gegenüber Pyrethroiden, welche aber durch Wirkstoffwechsel etwas zurückgedrängt werden konnte, sodass man sie oft wieder einsetzen kann. Im Süden der USA wurden außerdem Resistenzen gegenüber Neonicotinoiden gemeldet, diese sind aber bislang nicht in Europa aufgetreten. Im Zuckerrübenanbau sind Resistenzen von Blattläusen gegenüber den Pyrethroiden ein großes Problem, da die alternativen Wirkstoffe aus der Gruppe der Neonicotinoiden eigentlich wegen ihrer Bienengefährlichkeit nicht mehr zugelassen sind. Es gibt jedoch für bestimmte Gebiete aufgrund dieses Problems befristete Notfallzulassungen.

## Vermeidungsstrategien
Zur Vermeidung von Pestizidresistenz sollte auf eine gute Fruchtfolge geachtet werden, ackerbauliche Maßnahmen wie Bodenbearbeitung mit dem Pflug durchgeführt werden, sowie die Ansiedlung von Nützlingen gefördert werden. Außerdem ist beim Einsatz von Pestiziden darauf zu achten, dass nur so viele Pestizide wie nötig eingesetzt werden, zum Beispiel durch moderne Applikationstechnik, und dadurch, dass die Wirkstoffe regelmäßig durchrotiert werden. Auch eine gute Reinigung der Arbeitsgeräte kann die Verbreitung der resistenten Schädlinge von Feld zu Feld verhindern.